# 왼손을 위한 피아노 협주곡 (라벨)
《왼손을 위한 피아노 협주곡 라 장조(Concerto pour la main gauche en ré majeur)》는 모리스 라벨이 1929년부터 1930년까지 쓴 작품이다. 오스트리아의 피아니스트 파울 비트겐슈타인이 제1차 세계 대전 때 오른팔을 잃고 나서 라벨에게 곡을 위촉하여 작곡하게 되었다. 라벨은 이 곡을 쓰기 전에 카미유 생상스의 왼손을 위한 연습곡을 연구했다. 1931년 11월 27일 빈에서 초연되었다. 단악장 구성이다.
작품의 리듬과 화성은 재즈의 영향을 받은 것이다. 처음에 비트겐슈타인은 이 곡을 별로 좋아하지 않았으나 시간이 지나면서 좋아하게 되었다.
다른 작곡가들도 비트겐슈타인을 위해 왼손을 위한 피아노 협주곡을 썼다.